# لازلو سيبسي
لازلو سيبسي (بالرومانية: László Sepsi)‏ (مواليد 7 يونيو 1986 في لودوش - رومانيا) لاعب كرة قدم روماني يلعب حاليا لصالح نادي الدرجة الأولى ريسينغ سانتاندر الإسباني منذ 2008 في مركز الظهير الأيسر .

## روابط خارجية
- لازلو سيبسي على موقع الاتحاد الأوربي (الإنجليزية)
- لازلو سيبسي على موقع قاعدة بيانات كرة القدم.إي يو (الإنجليزية)
- لازلو سيبسي على موقع ناشيونال فوتبول تيمز (الإنجليزية)
- لازلو سيبسي على موقع Soccerway.com (الإنجليزية)
- لازلو سيبسي على موقع عالم كرة القدم.نت (الإنجليزية)
- لازلو سيبسي على موقع كووورة
- لازلو سيبسي على موقع AS.com (الإسبانية)